# Anemonastrum deltoideum
Anemonastrum deltoideum es una planta herbácea de la familia de las ranunculáceas. Es nativa de los bosques de la costa oeste de los Estados Unidos.

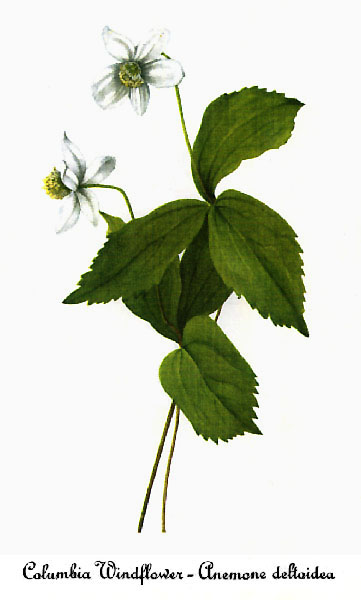
Ilustración

## Descripción
Es una planta herbácea rizomatosa y perennifolia que alcanza un tamaño de entre 10 y 30 centímetros de altura. Normalmente tiene una sola hoja basal, que se divide en tres grandes volantes dentados, cada uno de hasta 6 centímetros de largo. Puede tener más hojas a lo largo del tallo principalmente desnudo que son similares en apariencia a las valvas de la hoja basal. La inflorescencia tiene tres brácteas semejantes a hojas y una flor única. La flor tiene cinco pétalos blancos, como los sépalos de uno a dos centímetros de largo. El fruto es un racimo de aquenios esféricos.

## Taxonomía
La especie fue descrita originalmente como Anemone deltoidea por David Douglas y publicado en Flora Boreali-Americana 1(1): 6, pl. 3, f. A, en 1829, actualmente es tanto un sinónimo como el basónimo de esta; y ulteriormente sería transferida al género Anemonastrum por Serhí Mosiakin en Phytoneuron 2018-55: 3, en 2018.

#### Etimología
Ver: Anemonastrum
deltoideum: epíteto latino que significa "como la letra griega delta".